# 壁宿增一
飛馬座73，又名BD+32 4667，HD 221758、SAO 73345、HR 8948，是飛馬座的一颗恒星，视星等为5.63，位于銀經105.06，銀緯-26.69，其B1900.0坐标为赤經23h 29m 41.4s，赤緯+32° -26.69′ 38″。